# دهه ۱۲۲۰ (میلادی)
دهه ۱۲۲۰ (میلادی) صد و بیست و دومین دهه تقویم میلادی است.

## درگذشتگان
‎